# Пъстроопашати шаварчета
Пъстроопашати шаварчета (Cisticolidae) е семейство малки врабчоподобни птици, включващо около 160 вида, които се срещат главно в по-топлите южни райони на Стария свят. Преди са били включени в семейство Коприварчеви (Sylviidae).
Това семейство вероятно произхожда от Африка, където присъстват по-голямата част от видовете, но има представители на семейството в тропическа Азия до Австралазия, а един вид, пъстроопашатото шаварче, гнезди в Европа.
Обикновено това са много малки птици с тъмнокафява или сива окраска, които се срещат на открито, например в пасища или храсти. Те често са трудни за забелязване и много видове са сходни на външен вид, така че песента им често е най-добрият начин да бъдат разпознати. Това са насекомоядни птици, които гнездят ниско сред растителността.

## Таксономия
Семейството е описано за първи път от шведския зоолог Карл Якоб Сундевал през 1872 г.

## Списък на родовете
Семейството съдържа 168 вида, разделени в 26 рода:
- Neomixis, включва 3 вида;[4]
- Cisticola, включва 53 вида;
- Incana – 1 вид, Incana incanus;
- Prinia, 30 вида;
- Schistolais, 2 вида;
- Phragmacia – 1 вид, Phragmacia substriata;
- Oreophilais – 1 вид, Oreophilais robertsi;

- Micromacronus (2 вида)
- Urolais – 1 вид, Urolais epichlora;
- Oreolais – 2 вида;[5]
- Drymocichla – 1 вид, Drymocichla incana;
- Spiloptila – 1 вид, Spiloptila clamans;
- Phyllolais – 1 вид, Phyllolais pulchella;
- Apalis – 25 вида;
- Malcorus  – 1 вид, Malcorus pectoralis;
- Hypergerus – 1 вид, Hypergerus atriceps;
- Eminia – 1 вид, Eminia lepida;
- Camaroptera – 5 вида;
- Calamonastes – 4 вида;
- Euryptila – 1 вид, Euryptila subcinnamomea;
- Bathmocercus – 2 вида;
- Scepomycter – 2 вида;
- Orthotomus – 13 вида;
- Artisornis – 2 вида;
- Poliolais – 1 вид, Poliolais lopezi;
- Eremomela – 11 вида.[6]